# Ageltruda
Ageltruda, llamada también Agiltrudis (m. 27 de agosto de 923) fue emperatriz consorte y reina de Italia como esposa y madre respectivamente de Guido de Spoleto (reinó 891–894) y Lamberto (reinó 894–898). Fue regente por su hijo y activamente lo animó para oponerse a sus archienemigos, los carolingios, y al influir en elecciones papales en su favor.
Era la hija del príncipe Adelchis de Benevento y Adeltruda. Se casó con Guido a principios de los años 880, cuando aún era solo el duque y margrave de Spoleto y Camerino.
En 894, acompañó a su joven hijo de 14 años, Lamberto, a Roma para que fuera confirmado como emperador por el papa Formoso, quien apoyó al pretendiente carolingio, Arnulfo de Carintia. En 896, ella y su hijo se refugiaron en Spoleto cuando Arnulfo marchó a Roma y fue coronado en oposición a Lambert. Arnulfo pronto quedó paralizado por un golpe y Formoso murió. Ageltruda rápidamente interfirió para afirmar su autoridad en Roma y había elegido a su candidato como papa Esteban VI. A petición de ella y de Lamberto, el cuerpo de Formoso fue desenterrado y enjuiciado, convicto y arrojado al Tíber en el sínodo del cadáver. Lamberto se convirtió en Lamberto de Spoleto.